# VB 10
VB 10，也稱為范·比斯布羅克的星，是一顆非常小也非常暗淡的M-型紅矮星，位置在天鷹座。雖然這顆恆星很靠近地球，距離只有19光年，但是非常暗淡，視星等只有17等，使它即便使用大望遠鏡也不容易看見。

## 歷史
這顆恆星是在1944年被天文學家喬治·范·比斯布羅克使用麥克唐納天文台82英寸（2.1米）的奧圖史都華反射望遠鏡發現的，它是在以有著高自行的紅矮星沃夫1055測試這架望遠鏡的視場時發現了這顆伴星。沃夫1055是早在25年前就被德國天文學家馬克斯·沃夫以類似的天文攝影技術發現並編在目錄中，這顆伴星在1961年出版的范比斯布羅克星表中被稱為VB 10。稍後，天文學家開始稱這顆星為范·比斯布羅克的星以尊崇他的發現，因為這顆恆星是如此的暗淡，又非常接近明亮的主星，即使他有很大的視差和自行，早期的巡天調查和不同時的攝影乾片應該已經捕捉到它，但還是錯失了它。

## 特性
VB 10有著非常低的光度，它的絕對星等接近19等，使它非常難被看見。稍後，研究人員還注意到它質量只有太陽質量的0.08，這正好比恆星質量的下限高了一些，使它內部的溫度和壓力足以啟動核融合，因此它是一顆真實的恆星，而不是棕矮星。它在被發現時是當時所知質量最低的恆星，而之前的紀錄保持者是沃夫359，質量是太陽的0.09。 
VB 10值得注意的還有非常大的自行，從地球上觀察每年在天球上移動的量大於1弧秒。

### 焰星
VB 10是一顆變星，在變星總表上的名稱是天鷹座V1298，分類上屬於鯨魚座UV型變星，並且是眾所周知有著頻繁的閃焰事件。在90年代中期，曾用哈伯太空望遠鏡研究這顆恆星的動力學，雖然它是一顆表面溫度低至只有2,600K的紅矮星，但它產生的劇烈閃焰溫度高達10,000K。

## 聯星
VB 10是受到重力束縛的聯星系統的伴星，這顆星在這個系統中稱為格利澤752B，主星是非常大且明亮的沃夫1055(格利澤752A)，這兩顆星相距只有74弧秒（大約434天文單位）。

## 聲稱的行星系統
在2009年，NASA位於加州巴塞迪那噴射推進實驗室的天文學家聲稱發現行星，命名為VB 10B，存在環繞著恆星的證據。帕洛瑪天文台200英寸（5.1米）的海爾望遠鏡使用天體測量法檢測行星存在的證據。這顆新行星被宣稱質量為木星的6倍，軌道週期270天，但是，之後使用都卜勒光譜儀研究徑向速度的變化，期望證實有行星繞著這顆小恆星，卻失敗了。需要注意的是，都卜勒測量儀只排除了質量大於木星3倍的行星存在，而這只是當初宣稱的行星，VB 10b質量的一半。這使得聲稱以天體測量法發現系外行星的聲明，又一次的遭到駁斥

## 外部連結
- .   [28 July 2009]. （原始内容 (.mov file / 323 KB)存档于2017-05-14）.